# Ulla Clasæus
Ulla Margareta Clasæus (till 1939 Claes), född 30 augusti 1919 i Helsingborg, död 14 augusti 2012 i Svärdsjö församling, Dalarnas län, var en svensk inredningsarkitekt.
Clasæus, som var dotter till arkitekt Mauritz S:son Claes och Eva Sonesson, avlade realexamen 1936 och utexaminerades från Högre Konstindustriella Skolan 1941. Hon praktiserade hos inredningsfirmor med arkitektkontor och var senare inredningsarkitekt hos AB Åtvidabergs industrier. Ulla Clasæus är gravsatt vid Helsingborgs krematorium.